# Веддінгштедт
Веддінгштедт (нім. Weddingstedt) — громада в Німеччині, розташована в землі Шлезвіг-Гольштейн. Входить до складу району Дітмаршен. Складова частина об'єднання громад Гайдер-Умланд.
Площа — 17,89 км2. Населення становить 2331 ос. (станом на 31 грудня 2020).

## Галерея

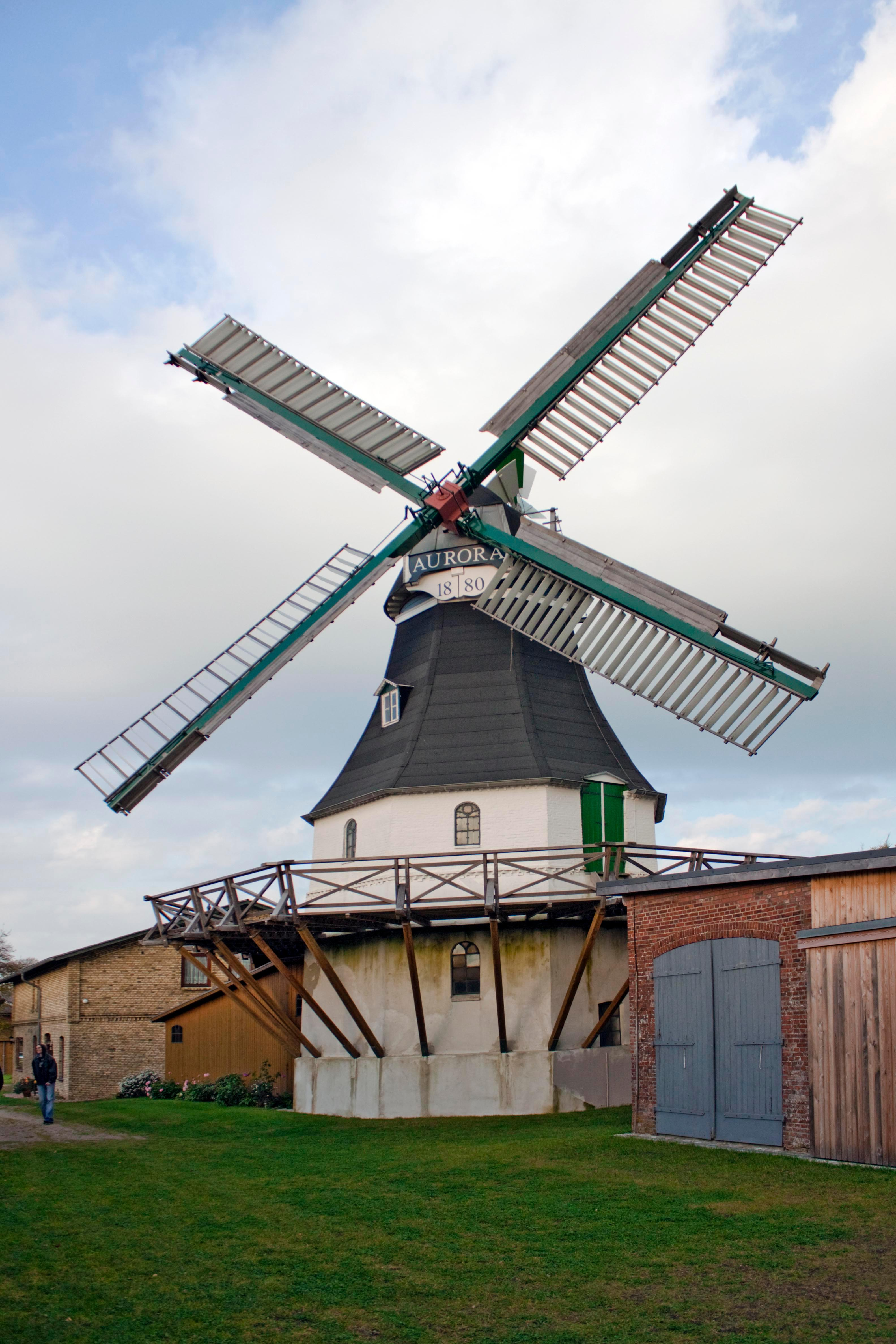